# Gail Porter
Gail Porter (Edimburgo, 23 de março de 1971) é uma apresentadora de televisão, ex-modelo e atriz escocesa. Tornou-se conhecida nos anos 90 por seus ensaios e fotos em revistas masculinas, incluindo quando projetada sua imagem nua de 60 pés no Palácio de Westminster durante a publicação da FHM das 100 Mulheres Mais Sensuais em 1999. Posteriormente, ela interessou-se pela televisão tornando-se apresentadora. Porter sofre de alopecia, uma doença que causa a perda de cabelo.